# Aleksandr Povetkin
Aleksandr Vladimirovitj Povetkin (ryska: Алекса́ндр Влади́мирович Пове́ткин), född 2 september 1979 i Kursk, dåvarande Sovjetunionen, är en rysk boxare som vunnit OS-guld 2004 som amatör och senare blivit professionell världsmästare i tungvikt för organisationen WBA.

## Karriär

### Succéfylld amatörkarriär
Efter en framgångsrik kickboxningskarriär vann Povetkin sin första stora boxningsturnering i de ryska mästerskapen år 2000. Sedan deltog han i, och vann, supertungviktsklassen i såväl EM 2002 som VM 2003 och EM 2004. Han vann senare också guld i de olympiska sommarspelen 2004.

### Proffs och världsmästare
I juni 2005 blev Povetkin professionell. I sin första match besegrade han Muhammed Ali Durmaz på teknisk knockout i andra ronden. 20 raka vinster senare var han framme vid en match om den vakanta WBA-titeln då han mötte uzbekiern Ruslan Tjagajev 27 augusti 2011 i Erfurt, Tyskland. Matchen, och titeln, vanns av Povetkin efter en enhällig poängseger över 12 ronder.
Den 5 oktober 2013 möttes Povetkin och innehavaren av fyra andra mästarbälten, Wladimir Klitschko, i  Olympic Indoor Arena i Moskva. Povetkin stod tiden ut men förlorade sin första match i karriären efter ett enhälligt domarbeslut.

## Familj
Aleksandr Povetkin har brodern Vladimir, hustrun Irina & dotter Arina.

### Webbsidor
- Povetkin på boxrec.com